# Źródlarka
Źródlarka (Bythinella) – zróżnicowany rodzaj ślimaków z podgromady Caenogastropoda, grupujący bardzo małe gatunki słodkowodne.

## Cechy morfologiczne
Muszle wałeczkowate, bardzo małe (zwykle <3 mm). Brzegi otworu muszli połączone, wieczko rogowe, o budowie spiralnej, głęboko wciągane w głąb muszli. Barwa muszli biaława, szarawa, zielonkawa. Głowa wyciągnięta w krótki ryjek, wcięty w części środkowej. Prącie zaopatrzone w wyrostek gruczołowy. Płytka środkowa raduli szeroka, z piłkowaniem i drobnymi ząbkami na bokach.

## Występowanie
Źródlarki występują głównie w południowej Europie, od Katalonii po Azję Mniejszą, szczególnie licznie reprezentowane są we Francji. W Polsce występuje jeden gatunek: źródlarka karpacka (Bythinella austriaca).

## Biologia i ekologia

### Zajmowane siedliska
Zasiedlają głównie wody podziemne, jaskiniowe i źródła, z zimną wodą o stałej temperaturze.

### Odżywianie
Zdrapywacze, odżywiający się glonami peryfitonowymi i detrytusem.

### Rozmnażanie
Zwierzęta rozdzielnopłciowe.

## Zagrożenia
Ze względu na wyspowe występowanie i podatne na zniszczenie siedliska populacje i gatunki w obrębie tej rodziny są bardzo narażone na wyginięcie.

## Gatunki
Opisano ponad 200 gatunków w tym rodzaju (wliczając gatunki wymarłe, znane tylko ze szczątków kopalnych). Pozycja systematyczna wielu z tych gatunków jest niepewna, ze względu na dużą zmienność morfologiczną w obrębie poszczególnych gatunków z tego rodzaju i tendencje do opisywania jako osobne gatunki form ekologicznych, bez szczegółowej analizy relacji filogenetycznych i natury morfologicznego i anatomicznego zróżnicowania.
Do rodzaju Bythinella należą następujące gatunki:

- Bythinella abbreviata (Michaud, 1831)
- Bythinella alexpeteri Glöer & Hirschfelder, 2020
- Bythinella alta (Deshayes, 1862) †
- Bythinella amira Glöer & Hirschfelder, 2020
- Bythinella anatolica Yıldırım, Kebapçı & Koca, 2015
- Bythinella andorrensis (Paladilhe, 1875)
- Bythinella aneliae Georgiev & Stoycheva, 2011
- Bythinella angelitae Haase, Wilke & Mildner, 2007
- Bythinella angelovi Glöer & Georgiev, 2011
- Bythinella anianensis (Paladilhe, 1870)
- Bythinella archaea (Bourguignat, 1869) †
- Bythinella atomus (Brongniart, 1810) †
- Bythinella atypikos A. Reischütz, P.L. Reischütz & W. Fischer, 2008
- Bythinella auriculata Szőts, 1953 †
- Bythinella austriaca (Frauenfeld, 1857) – źródlarka karpacka
- Bythinella badensis Boeters, 1981
- Bythinella batalleri Bofill, 1925
- Bythinella baudoni (Paladilhe, 1874)
- Bythinella bavarica Clessin, 1877
- Bythinella bearnensis Cossmann & Peyrot, 1919 †
- Bythinella beckmanni A. Reischütz, P.L. Reischütz & W. Fischer, 2008
- Bythinella bertrandi R. Bernasconi, 2000
- Bythinella bicarinata (Des Moulins, 1827)
- Bythinella blidariensis Glöer, 2013
- Bythinella bouldouyrensis Girardi, 2015
- Bythinella bouloti Girardi, Bichain & Wienin, 2002
- Bythinella brongniarti (Dollfus, 1878) †
- Bythinella bunarii Mulaomerović & Glöer, 2022
- Bythinella calimanica Falniowski, Szarowska & Sirbu, 2009
- Bythinella calquierensis Girardi & Boeters, 2015
- Bythinella carcasonis Boeters & Falkner, 2008
- Bythinella cebennensis (Dupuy, 1849)
- Bythinella charpentieri (J.R. Roth, 1855)
- Bythinella cirsophora Cossmann, 1888 †
- Bythinella collingi Boeters, 2009
- Bythinella companyoi (Paladilhe, 1870)
- Bythinella compressa (Frauenfeld, 1857)
- Bythinella conica Clessin, 1910
- Bythinella contemta Brusina, 1897 †
- Bythinella cretensis Schütt, 1980
- Bythinella cyclothyra (O. Boettger, 1869) †
- Bythinella cylindracea (Paladilhe, 1869)
- Bythinella cylindrica (Frauenfeld, 1857)
- Bythinella dacica Grossu, 1946
- Bythinella dalmatica Brusina, 1897 †
- Bythinella darrieuxii (de Folin & Bérillon, 1877)
- Bythinella dedovi Glöer & Georgiev, 2011
- Bythinella deidamiae Glöer & Porfyris, 2022
- Bythinella deshayesiana (Bourguignat, 1869) †
- Bythinella desnoyersi (Bourguignat, 1869) †
- Bythinella dierckingi Glöer & Georgiev, 2011
- Bythinella dimitrosensis Glöer & Reuselaars, 2020
- Bythinella dispersa Radoman, 1976
- Bythinella drimica Radoman, 1976
- Bythinella dromensis Boeters & Falkner, 2008
- Bythinella dumasi Cossmann, 1902 †
- Bythinella dumenisliana (Bourguignat, 1869) †
- Bythinella dunkeri (Frauenfeld, 1857)
- Bythinella edwardsiana (Bourguignat, 1869) †
- Bythinella ehrmanni Pax, 1938
- Bythinella elenae Glöer & Georgiev, 2011
- Bythinella eleousae Glöer & Hirschfelder, 2020
- Bythinella ellinikae Glöer & Hirschfelder, 2020
- Bythinella elongata Roshka, 1973 †
- Bythinella espanoli Bech, 1980
- Bythinella etrusca (Paladilhe, 1867)
- Bythinella eugenii (Deshayes, 1862) †
- Bythinella eugenii Jekelius, 1944 †
- Bythinella eurystoma (Paladilhe, 1870)
- Bythinella eutrepha (Paladilhe, 1867)
- Bythinella expulsa (Deshayes, 1862) †
- Bythinella eysdenensis É. Vincent, 1930 †
- Bythinella fabiae Georgiev, Scheppat & Dedov, 2022
- Bythinella falniowskii Glöer, 2013
- Bythinella feheri Glöer, 2013
- Bythinella ferussina (Des Moulins, 1827)
- Bythinella friderici Boeters & Falkner, 2008
- Bythinella geisserti Boeters & Falkner, 2003
- Bythinella georgievi Glöer, 2013
- Bythinella gibbosa (Moquin-Tandon, 1856)
- Bythinella ginolensis Fagot, 1881
- Bythinella gloeeri Georgiev, 2009
- Bythinella gokceadaensis D.A. Odabaşı, 2019
- Bythinella golemoensis Glöer & Mrkvicka, 2015
- Bythinella gracillima Szőts, 1953 †
- Bythinella gregoi Glöer & Erőss, 2015
- Bythinella grossui Falniowski, Szarowska & Sirbu, 2009
- Bythinella hanjiangensis W. Yü, 1977 †
- Bythinella hansboetersi Glöer & Pešić, 2006
- Bythinella hasanspahici Mulaomerović & Glöer, 2022
- Bythinella intermedia (Melleville, 1843) †
- Bythinella istanbulensis Yıldırım, Kebapçı & Yüce, 2015
- Bythinella istoka Glöer & Pešić, 2014
- Bythinella izvorica Glöer & Georgiev, 2011
- Bythinella jobae (Bourguignat, 1862) †
- Bythinella jodevidtsi Bichain & Bertrand, 2022
- Bythinella joinvillensis (Bourguignat, 1869) †
- Bythinella jourdei R. Bernasconi, 2000
- Bythinella jozefgregoi Glöer & Reuselaars, 2020
- Bythinella kambosensis Glöer & Hirschfelder, 2020
- Bythinella kapelana Radoman, 1976
- Bythinella kastaliae Glöer & Hirschfelder, 2020
- Bythinella kastanolongosensis Glöer & Pešić, 2020
- Bythinella kazdaghensis D.A. Odabaşi & Georgiev, 2014
- Bythinella kithiraensis Glöer & Hirschfelder, 2020
- Bythinella kleptuzica Glöer & Georgiev, 2011
- Bythinella klimaensis Glöer & Reuselaars, 2020
- Bythinella konstadinensis Glöer & Reuselaars, 2020
- Bythinella kosensis Schütt, 1980
- Bythinella kwanti Glöer & Reuselaars, 2020
- Bythinella kyriaki Glöer & Reuselaars, 2020
- Bythinella lartetiana (Bourguignat, 1869) †
- Bythinella lecongensis W. Yü & X.-Q. Zhang, 1982 †
- Bythinella liandinaensis Glöer & Reuselaars, 2020
- Bythinella ligurica (Paladilhe, 1867)
- Bythinella lunzensis Boeters, 2008
- Bythinella luteola Radoman, 1976
- Bythinella magdalenae Yıldırım, Kebapçı & Koca, 2015
- Bythinella magna Radoman, 1976
- Bythinella major (Pascal, 1873)
- Bythinella margritae Glöer & Georgiev, 2011
- Bythinella marianramosae Falniowski, Jaszczyńska & Hofman, 2023
- Bythinella marici Glöer & Pešić, 2014
- Bythinella markovi Glöer & Georgiev, 2009
- Bythinella megarensis Bukowski, 1896 †
- Bythinella melovskii Glöer & Slavevska-Stamenković, 2015
- Bythinella metarubra Falniowski, 1987 – źródlarka czerwonawa[6]
- Bythinella micherdzinskii Falniowski, 1980 – źródlarka Micherdzińskiego[6]
- Bythinella minuata (Deshayes, 1862) †
- Bythinella molcsanyi H. Wagner, 1941
- Bythinella montensis Glibert, 1973 †
- Bythinella moulinsii (Dupuy, 1849)
- Bythinella muranyii Glöer & Erőss, 2015
- Bythinella nana (Briart & Cornet, 1887) †
- Bythinella nonveilleri Glöer, 2008
- Bythinella nothites (Westerlund, 1886)
- Bythinella occasiuncula Boeters & Falkner, 2001
- Bythinella olymbosensis Glöer & Reuselaars, 2020
- Bythinella opaca (M. von Gallenstein, 1848)
- Bythinella padana R. Bernasconi, 1989
- Bythinella padiraci Locard, 1903
- Bythinella pannonica (Frauenfeld, 1865)
- Bythinella parkinsoni (J. Morris, 1854) †
- Bythinella parvula Locard, 1893
- Bythinella perivoliensis Glöer & Reuselaars, 2020
- Bythinella persuturata Bofill, F. Haas & Aguilar-Amat, 1921
- Bythinella pesici Glöer & Reuselaars, 2020
- Bythinella pesterica Glöer, 2008
- Bythinella petrosensis Glöer & Reuselaars, 2020
- Bythinella pujolensis R. Bernasconi, 2000
- Bythinella pulcherrima Szőts, 1953 †
- Bythinella pulchra (Deshayes, 1862) †
- Bythinella pupina (Deshayes, 1862) †
- Bythinella pupoides (Paladilhe, 1869)
- Bythinella pyrenaica (Bourguignat, 1861)
- Bythinella rachonica Georgiev & Glöer, 2020
- Bythinella radomanii Falniowski, Szarowska & Sirbu, 2009
- Bythinella ravnogorica Glöer & Georgiev, 2009
- Bythinella reischuetzi Glöer & Georgiev, 2020
- Bythinella rethymnonensis Glöer & Hirschfelder, 2020
- Bythinella reuselaarsi Glöer & Pešić, 2020
- Bythinella reyniesii (Dupuy, 1851)
- Bythinella rhodanica Roman, 1912 †
- Bythinella rhodopensis Glöer & Georgiev, 2011
- Bythinella righaensis Glöer & Reuselaars, 2020
- Bythinella rilaensis Georgiev & Glöer, 2013
- Bythinella rimulifera Stache, 1889 †
- Bythinella robiciana (Clessin, 1890)
- Bythinella robusta Z.-B. Kang, 1986
- Bythinella rolani Boeters, 2019
- Bythinella rondelaudi R. Bernasconi, 2000
- Bythinella rothi (Brusina, 1884) †
- Bythinella roubionensis Caziot, 1910
- Bythinella rouchi Boeters & Falkner, 2008
- Bythinella rouveyrolensis Girardi, 2015
- Bythinella rubiginosa (Boubée, 1833)
- Bythinella samecana Clessin, 1911
- Bythinella scitula Brusina, 1892 †
- Bythinella serborientalis Radoman, 1978
- Bythinella servainiana (Paladilhe, 1870)
- Bythinella sijei Mulaomerović & Glöer, 2022
- Bythinella simoniana (Moquin-Tandon, 1856)
- Bythinella sinensis W. Yü & H.-Z. Pan, 1982 †
- Bythinella sirbui Glöer, 2013
- Bythinella sitiensis Glöer & Hirschfelder, 2019
- Bythinella slaveyae Glöer & Georgiev, 2011
- Bythinella smolyanica Glöer & Georgiev, 2011
- Bythinella sphaeroidalis Cossmann, 1888 †
- Bythinella srednogorica Glöer & Georgiev, 2009
- Bythinella steffeki Grego & Glöer, 2019
- Bythinella stoychevae Georgiev, 2011
- Bythinella subovata (Paladilhe, 1876)
- Bythinella syntriculus Boeters & Falkner, 2008
- Bythinella szarowskae Glöer, 2013
- Bythinella tabakovaensis Mulaomerović & Glöer, 2023
- Bythinella tajoensis Boeters, 2019
- Bythinella taraensis Glöer & Pešić, 2010
- Bythinella taygetensis Glöer & Hirschfelder, 2020
- Bythinella tejedoi Boeters, 2019
- Bythinella temelkovi Georgiev & Glöer, 2014
- Bythinella thermophila Glöer, Varga & Mrkvicka, 2015
- Bythinella troyana R. Bernasconi, 2000
- Bythinella turca Radoman, 1976
- Bythinella turriculata (Paladilhe, 1869)
- Bythinella ullaensis Boeters & Falkner, 2008
- Bythinella utriculus (Paladilhe, 1874)
- Bythinella valkanovi Glöer & Georgiev, 2011
- Bythinella vesontiana R. Bernasconi, 1989
- Bythinella vidinovae Dedov, Taseva & Georgiev, 2021
- Bythinella vimperei R. Bernasconi, 2000
- Bythinella viridis (Poiret, 1801)
- Bythinella viseuiana Falniowski, Szarowska & Sirbu, 2009
- Bythinella vitrellaeformis Lörenthey, 1902 †
- Bythinella walensae Falniowski, Hofman & Rysiewska, 2016
- Bythinella walkeri Glöer & Georgiev, 2009
- Bythinella wawrzineki R. Bernasconi, 2002
- Bythinella westerlundi Glöer, 2022
- Bythinella wilkei Yıldırım, Kebapçı & Koca, 2015
- Bythinella yerlii Gürlek, 2017
- Bythinella zyvionteki Falniowski, 1987 – źródlarka żywiecka[6]